# Tromøy
Tromøya er den største ø på Sørlandet, en tidligere selvstændig kommune i Agder fylke i Norge, og i dag en vigtig del af Arendal kommune. Tromøya er stadig et selvstændigt kirkesogn i Arendal provsti. Øst for Hove ligger Tromøy kirke, en middelalderkirke i sten.
Der er to tilladte navneformer, Tromøy og den bestemte form, Tromøya, som er den officielle.  Ved sammensatte navn bruges den ubestemte form ("Tromøy kommune", "Tromøy kirke").

## Øen
Tromøybroen gav vejforbindelse med fastlandet i 1961. Tidligere gik der en bilfærge fra Barbu til Skilsø på Tromøya. Nu går der passagerfærge mellem Arendal centrum og Skilsø. Øen er i nord adskilt fra fastlandet af Tromøysund som er ca. 12 km langt, og i vest mod Hisøy af Galtesund, som er lidt over 2 km langt.

## Tromøy kommune
Fra 1837 var Tromøya sammen med Barbu og Stokken en del af Austre Moland formandskabsdistrikt. 1. maj 1878 blev Barbu og Tromøya udskilt som selvstændige kommuner. Folketallet i Tromøy kommune var da 2.320. Fra 1878 til 1992 var Tromøya en selvstændig kommune, som også omfattede flere mindre øer som Merdø, Skilsø og Tromlingene.
1. januar 1992 blev Tromøya, Hisøya, Moland og Øyestad kommuner slået sammen med Arendal til den nye Arendal kommune med et folketal på 5.311 i 2015. 

## Historie
Navnet Tromøya kommer af Þruma, af norrønt *Þromr (= rand, kant, bredde).
Hoveodden menes at være et gammelt helligsted fra oldtiden, og der er fundet mere end 60 gravhøje i området, samt bopladser og løsfund fra 1800 f.Kr. til 1000 e.Kr. Dette tyder på bosættelser tilbage til yngre stenalder. De ældste dokumenterede gårde er Gjervold og Sandum fra 1320, og Hove, Bjelland og Lien fra 1593.
Ynglingesagaen fortæller, at Harald Granraude (konge i Agder i 800-tallet) havde sit kongesæde på Tromøya, og at dronning Åsa Haraldsdatter tog sin 1-årige søn Halvdan Svarte med derned, efter at hun havde fået sin mand, sagnkongen Gudrød Veidekonge, snigmyrdet. Der er flere stednavne fra vikingetiden på Tromøya, såsom landsbyen Kongshavn med 772 indbyggere (pr. 1. januar 2006), Alve og Hove.
Den første dokumenterede kartoffeldyrkning i Norge fandt sted på Tromøya, hvor toldskriver Niels Aalholm 31. maj 1757 noterede i sin dagbog, at "observeret Potatoes at opkomme".
Under anden verdenskrig beslaglagde tyskerne Hove gård, og byggede en lejr op på området i 1941. Med både lønnet og tvungen arbejdskraft fik de bygget en rekrutskole op for luftværnsartillerister, fra 1942 Feld-Flakartillerischule Nord 50. Der kunne være så mange som 1.500 luftværnsartillerister i lejren. I Arendal lå hovedkvarteret for de tyske divisioner med ansvar for forsvaret af det sydlige Norge fra Langesund op til Karmøy og Haukeli. Tre forskellige divisioner var forlagt i Arendal.

## Fritidstilbud
Af en lille ø at være, har Tromøya gode fritidstilbud, som blandt andet inkluderer idrætsforeninger, diskotek, mulighed for paintball-kampe og kor. Trauma er øens største idrætsforening.
I sommeren 2007 blev Hovefestivalen afholdt for første gang, og blev med 72.000 deltagere Norges største festival. Den blev sidste gang afholdt i 2014. 

## Kirker
Øen har 2 kirker, Tromøy kirke fra omkring 1150 som ligger på ydersiden af øen, og Færvik kirke fra 1884, som ligger på Færvik. På Kongshavn ligger Kongshavn kapel.
Der skal have været et gudehov på Hove, omkring 1 km vest for kirken. En præst ved navn Ivar omtales i et skindbrev fra 1320. 

## Tromøya i litteraturen
Karl Ove Knausgård boede på Tromøya fra han var baby til han flyttede fra øen som 13-årig. 
Australiens "nationaldigter" Henry Lawson  har fået et mindesmærke opsat på Flademoen ved Tromøy kirke.  Hans farfar, Peder Larsen, var degn i kirken og tildeltes Dannebrogordenen i 1812 for sin bedrift under Napoleonskrigene. En skude lastet med korn var på vej ind til Arendal, men blev jaget af et engelsk blokadeskib. Kornskuden gik på grund udenfor Tromøya, og mandskabet satte bådene ud, mens englænderne nærmede sig. På Tromøyas rullestensstrand samlede Peder Larsen kvinderne; deres mænd var sendt bort på neutralitetsvagt. Peder fik kvinderne til at gemme sig mellem rullestenene, med kosteskafterne stikkende op, synlige fra havet. Selv løb han frem og tilbage på stranden, og fyrede en muskedonner  af for at skabe indtryk af en hel lille hær, der lå og ventede. Det virkede; det engelske skib vendte om, og den nødlidende lokalbefolkning fik reddet kornet. Peder Larsen blev imidlertid drikfældig og fik ikke stillingen som lærer, da der blev etableret fast skole på Tromøya i 1838. Pga. druk forspildte han også sin ret til pension, og endte blind og alkoholiseret hos sin søster på Hisøya. Hans søn Niels Larsen forlod Norge med barken Henriette i 1853, efter at have været til søs og opdaget, at kæresten i mellemtiden havde giftet sig med hans bror. Niels vendte aldrig tilbage til Norge. Via Quebec og Kap Horn kom han til Melbourne 27. december 1855, hvor han forlod skuden – det var den gang ulovligt - grebet af guldfeber. Ved guldfeltet Pipeclay i New South Wales mødte han Louisa Albury, giftede sig med hende i 1866 og fik året efter sønnen Henry Lawson, som blev den berømte forfatter. 

## Skovflåtsmitte
Tromøya er et af få steder i Norge, hvor der er påvist smitte af TBE-virus via skovflåt, som kan forårsage tick-borne encephalitis (= flåt-båret hjernebetændelse).  Det er kun 0,1-1% af flåtten i risikoudsatte områder, som er inficeret.